# I"s
I"s (jap. アイズ – aizu) – manga autorstwa Masakuzu Katsury, wydawana w Japonii na łamach „Shūkan Shōnen Jump” w latach 1997-1999, składająca się z piętnastu tomów. Jest połączeniem dramatu i romansu dla młodzieży, zawierającym elementy ecchi.
Tytuł jest sam w sobie zagadką i może zostać odczytany jako „kilka i”. Wiąże się to z przyjętą przez autora regułą nazywania najważniejszych postaci imionami zaczynającymi się na literę „i” (Ichitaka, Iori, Itsuki, Izumi). Wiąże się z tym również fakt, iż parę Ichitaka-Iori ta druga zwykła była określać Drużyną I"s. Również zeszyt, jaki dziewczyna przeznaczyła do notowania ich wspólnych pomysłów otrzymał z jej inicjatywy tytuł I"s. Z drugiej strony „アイズ” zapisane jest za pomocą sylabariusza katakana, czyli alfabetem do zapisywania wyrazów pochodzenia obcego, a czytane jako „aizu”. Można je tłumaczyć jako „oczy” (ang. „eyes”).
Na podstawie mangi nakręcono dwie serie OVA: dwuodcinkową I"s w 2002 roku oraz sześcioodcinkową I"s Pure, której pierwsza część ukazała się w grudniu 2005 roku. Ta druga seria została wydana również w Polsce przez Anime Virtual, pierwsza część zawierająca odcinki od 1 do 4 ukazała się 23 listopada 2006.

## Fabuła
Głównym bohaterem mangi jest Ichitaka Seto, zakochany w szkolnej koleżance, Iori Yoshizuki, nie potrafiący jednak powiedzieć jej, co do niej czuje. Spowodowane jest to pewnym wydarzeniem z przeszłości: w szkole podstawowej Ichitaka został paskudnie potraktowany przez dziewczynę, w której był zakochany. Wydarzenie to spowodowało, że od tego czasu ma trudności z wyrażaniem uczuć, ponieważ boi się ponownego odrzucenia i upokorzenia. Mimo to wciąż i wciąż planuje, jak wyznać Iori swoje uczucie. Ichitaka jest coraz bardziej zdenerwowany sytuacją, ponieważ zawsze, kiedy jest bliski osiągnięcia celu, ktoś lub coś nieświadomie krzyżuje mu szyki. Sprawa dodatkowo komplikuje się, kiedy ze Stanów Zjednoczonych wraca do Japonii szkolna przyjaciółka Ichitaki, Itsuki Akiba. Itsuki wyraźnie daje do zrozumienia Ichitace, że nie uważa go tylko za przyjaciela z czasów szkolnych. W miłosnych rozterkach Ichitakę wspiera jego przyjaciel, Teratani Yasumasa – przez większość uważany za erotomana, jest jednak zawsze lojalny wobec Ichitaki i stara się pomóc mu w rozwiązaniu jego problemów – doradzając mu, wspierając, bądź angażując sytuacje, dające Ichitace okazję do wyznania Iori swoich uczuć. Seto jest wspierany też przez swoich przyjaciół ze szkoły.

## Główni bohaterowie
- Ichitaka Seto (瀬戸 一貴) – główny bohater serii, nieszczęśliwie zakochany w Iori. Długo nie mógł zdobyć się na podejście do Iori i na rozmowę z nią, jednak pewne wydarzenia sprawiają, że zaczynają się do siebie zbliżać.
- Iori Yoshizuki (葦月 伊織) – miłość Ichitaki. Kompromitujące ją zdjęcia pojawiają się w gazecie, co staje się punktem zwrotnym w życiu jej i Ichitaki. Jej pasją jest gra aktorska.
- Itsuki Akiba (秋葉 いつき) – przyjaciółka Ichitaki z czasów szkolnych. Gdy byli jeszcze w szkole podstawowej wyjechała z rodzicami do Stanów Zjednoczonych, jednak po kilku latach wróciła. Nie stara się ukryć tego, co czuje do Ichitaki.
- Aiko Asō (麻生 藍子) – jedna z późniejszych miłości Ichitaki, który poznaje ją, przeprowadzając się do nowego mieszkania. Pomimo że była w związku z chłopakiem, bardzo zbliżyli się do siebie z Ichitaką, kolejna niespełniona miłość Ichitaki.
- Izumi Isozaki (磯崎 泉) – przypadkowo spotkana na wakacjach dziewczyna, która bez pamięci zakochuje się w Ichitace. Jak okazało się niedługo później, została uczennicą tego samego liceum co Ichitaka i Iori.
- Teratani Yasumasa (寺谷 靖雅) – przyjaciel Ichitaki, zawsze starający za wszelką cenę pomóc Ichitace zbliżyć się do Iori. Jego rodzina jest właścicielem sieci hoteli, które były miejscami ważnych przemian w życiu Ichitaki i Iori.
- Nami (ナミ) – przyjaciółka Iori. Zorganizowana przez nią impreza zbliżyła do siebie Ichitakę i Iori. „Doradca sercowy” obydwojga zakochanych.
- Yuka Morizaki (森崎 裕加) – przyjaciółka Iori, zakochana w Teratanim. Jako jedna z niewielu osób świadoma była uczuć Ichitaki i Iori; podobnie jak Nami była ich „doradcą sercowym”.